# Villa Fondi De Sangro

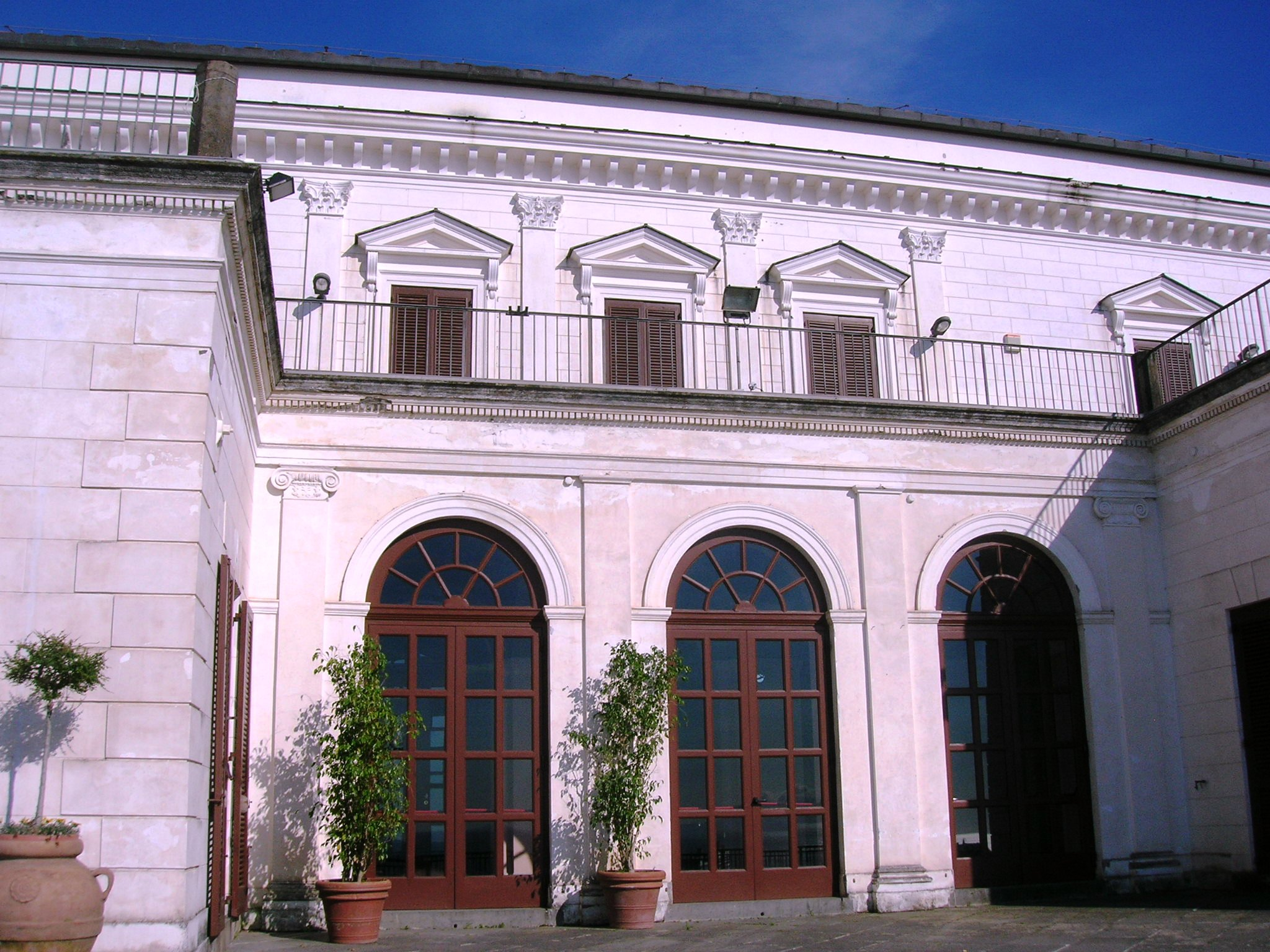
Villa Fondi De Sangro in Piano di Sorrento: Fassade

Die Villa Fondi De Sangro ist ein klassizistisches Landhaus aus dem 19. Jahrhundert in Piano di Sorrento in der italienischen Region Kampanien. Es liegt an der Via Ripa di Cassano, 26. In seinem Inneren ist das Museo archeologico territoriale della peninsola sorrentina Georges Vallet untergebracht, das auf seine Neuordnung wartet.

## Geschichte
Die Villa wurde im Auftrag von Giovanni Andrea De Sangro, Herzog von Fondi, im Jahre 1840 errichtet. Sie wurde in den Jahren 1925 und 1926 restauriert und beim Erdbeben in der Irpinia 1980 fast vollständig zerstört. So kaufte sie die Stadt Piano di Sorrento, restaurierte sie in den 1990er-Jahren in imposanter Weise und nutzt sie als Museum, Kongresszentrum und Ausstellungssaal.

## Beschreibung

### Villa
Die Villa hat einen rechteckigen Grundriss und, obwohl es sich um einen einzigen Baukörper handelt, kann man einen zweistöckigen Teil, der nach dem Erdbeben 1980 vollständig wiederaufgebaut wurde, und einen ebenerdigen Teil mit zwei vorspringenden Flügeln unterscheiden; letzterer erstreckt sich bis zum Bergrücken mit Blick auf das Meer. Bei der Restaurierung konnte man dank Fotos, wiederhergestellter architektonischer Elemente und eines Vergleichs mit der Villa Balsamo in Sant’Agnello, einem Werk desselben Architekten die gesamte Fassade mit Lisenen, Tympana, Fenstern, Balkonen und Geländern rekonstruieren. Die einzige Änderung bestand darin, dass der Eingang von der Straßenseite in den Park verlegt wurde. Innen wurde das Gebäude entsprechend seiner neuen Museumsfunktion umgestaltet. Dennoch wurde das große Atrium wiederhergestellt, sowohl im Erdgeschoss mit der Treppe aus weißem Marmor und dem Geländer aus Eisen, als auch im Obergeschoss, das den Zugang zu den Sälen und zur großen Panoramaterrasse vermittelt. Im Dachgeschoss ist ein einzigartiger Raum mit erhalten, der durch ein Klostergewölbedach mit eisernem Dachstuhl gekennzeichnet ist, während die Räume im Untergeschoss, die ebenfalls vollständig wiederhergestellt wurden, zum Teil die technischen Systeme aufnahmen. Beim Wiederaufbau wurde das Tragwerk aus Stahlbeton hergestellt, wogegen man das Mauerwerk aus grauem Tuffstein fertigte.

### Park

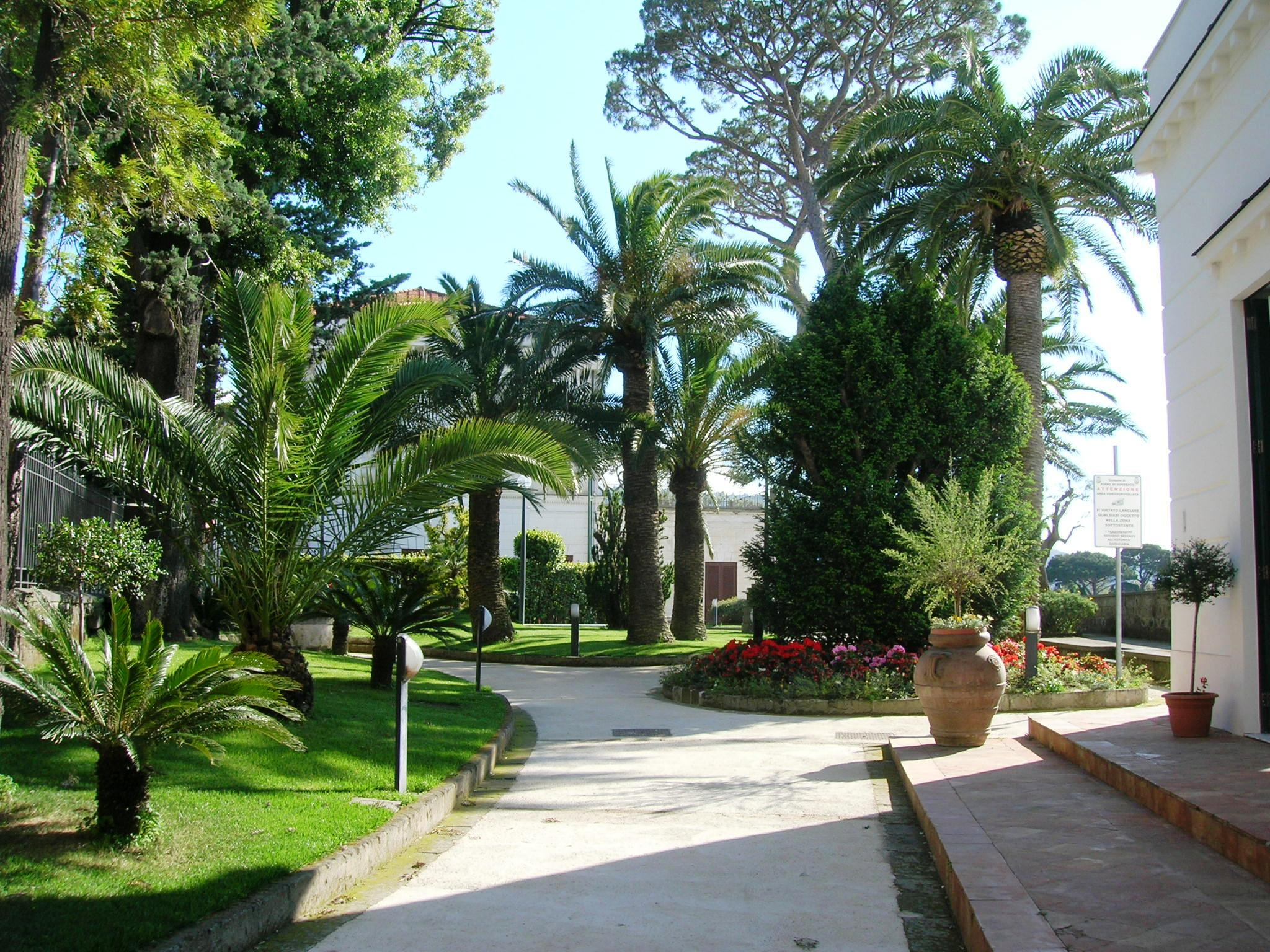
Eingang zum Park des Landhauses

Neben der Villa wurde auch der davor liegende Park restauriert, der seitlich des Landhauses liegt, das auf die Marina di Cassano mit Blick auf den Vesuv und den Golf von Neapel hinaus zeigt. Das genaue Datum der ursprünglichen Anlage des Parks kennt man nicht, aber aus einigen Dokumenten geht hervor, dass der Architekt Antonio Francesconi 1850 die Zeichnung eines Gewächshauses, das im Park gebaut werden sollte, unterzeichnete, wogegen 1875 durch einen Katasterplan eine genaue Beschreibung des Gartens abgegeben wurde: Dieser war in zwei Zonen aufgeteilt, eine war als englischer Landschaftsgarten ausgelegt, während die andere, die von einigen Alleen durchzogen war, in vier Parzellen aufgeteilt war, die dem Anbau von Olivenbäumen dienten. Mit dem Beginn der Restaurierungsarbeiten 1992 wurde eine Zählung der vorhandenen Pflanzen vorgenommen; es waren etwa 250: Man notierte das vollständige Fehlen von Zitrusbäumen, die für die Gegend typisch sind, während es Olivenbäume, Palmen, Kakteen, Dickblattgewächse, Zypressen, Gardenien und Kamelien im Überfluss gab. Bei der Neuordnung der Fläche ließ das ursprüngliche Aussehen des Gartens unverändert, sowohl in Form als auch in Botanik, wobei man nur tote Pflanzen ersetzte. Die Gartenplatten der Alleen sind aus Tuffstein, während die des Belverderes aus Majolika, dekoriert mit Kronblatt und Rosen, bestehen. Die Ränder der Blumenbeete und die Bänke sind aus Peperino und außerdem hat man ein automatisches Beleuchtungs- und Bewässerungssystem installiert. Im Park gibt es ein Mosaik, das das Nymphäum eines römischen Hauses schmückte, das man in Marina della Lobra in Massa Lubrense gefunden hatte und das zum Erhalt im Garten wiederaufgebaut wurde, und ein achteckiges Gazebo mit Majolikakuppel in der Nähe des Belvedere, während das Gewächshaus restauriert und in einen Erfrischungspunkt umgewandelt wurde. Brunnen und Hermen vervollständigen die Ausstattung.